# Live Life Loud
Live Life Loud é o quarto álbum de estúdio da banda Hawk Nelson, lançado a 22 de setembro de 2009.

## Faixas
1. "Live Life Loud" - 2:57
2. "Never Enough" - 2:57
3. "Eggshells" (com Toby McKeehan) - 3:25
4. "Meaning of Life" - 3:47
5. "Alive" - 3:22
6. "Ode to Lord Stanley" - 1:55
7. "Long Ago" - 3:25
8. "The Job" - 2:54
9. "Shaken" - 3:45
10. "Lest We Forget" - 4:46
11. "Tis So Sweet" - 4:05
12. "The Final Toast" - 5:02
13. "Live Life Loud" (Acoustic Edit) faixa escondida a 4:07 de "The Final Toast"

## Paradas
Álbum
| Ano  | Parada               | Posição |
| ---- | -------------------- | ------- |
| 2009 | Billboard 200        | 54      |
| 2009 | Top Christian Albums | 3       |

Singles
| Ano  | Single                | Parada              | Posição |
| ---- | --------------------- | ------------------- | ------- |
| 2009 | "The Meaning of Life" | Hot Christian Songs | 37      |